# Gyrodactylus alexanderi
Gyrodactylus alexanderi är en plattmaskart. Gyrodactylus alexanderi ingår i släktet Gyrodactylus och familjen Gyrodactylidae. Inga underarter finns listade i Catalogue of Life.